# スルタン・アグン・ティルタヤサ大学
スルタン・アグン・ティルタヤサ大学（スルタンアグンティルタヤサだいがく、英語: Sultan Ageng Tirtayasa University、公用語表記: Universitas Sultan Ageng Tirtayasa）は、インドネシアバンテン州に本部を置くインドネシアの国立大学。1984年創立、2001年大学設置。大学の略称はUNTIRTA（ウンティルタ）。

## 概観
当初、同大学はティルタヤサ教育財団（インドネシア語：Yayasan Pendidikan Tirtayasa）によって設立された私立大学。1984年にインドネシア教育文化省の省令により、セラン法科大学校、教員養成・教育部大学校、クラカタウ・スチール財団の工科大学校を統合され「ティルタヤサ大学」として設立された。この結果、各大学校は新大学の「学部」として再指定された。 1999年10月に大学国有化計画の大統領令が準備、2001年3月19日に国有化、「スルタン・アグン・ティルタヤサ大学」に名称変更された。 大学の名前は、バンテン王国の王のスルタン・アグン・ティルタヤサに由来している。
本大学は、法学部、教員養成・教育学部、工学部、農学部、経済経営学部、社会政治学部、医療保健学部の7学部、64学科を擁する。2024年10月現在、大学は国立高等教育アクレディテーション機構「優」（unggul）評価。
最も多くの学生はバンテン州出身であり、2021年現在、全体の84％を占める。州外出身者の中では、西ジャワ州出身が最多で、全体の7％を占める。ジャワ島外出身の学生はわずか1.8％にとどまる。
学部生：19,912名、大学院生：910名（修士726名、博士184名）、ディプロマ3生：786名、計21,648名在籍学生（2024年前期現在）。

## 教育理念・目標等

### 理念
『教育・模範・美徳の場』の理想を実現するために「JAWARA」（インドネシア語で優勝者、武者）というアクロニムの下、価値観が定めるされた。「ジャワラ」という言葉は、バンテン州の州家的および社会的アイデンティティにおいて重要な役割を果たしていることも注目に値する。本大学は渾名は「Kampus Jawara」（ジャワラのキャンパス）という渾名でも知られている。
- J – Jujur （正直）
- A – Adil （公平）
- W – Wibawa （賢明）
- A – Amanah （信頼できる）
- R – Religius （宗教的）
- A – Akuntabel （責任ある）

### 展望・目標

#### 展望
「2030年までに優れた人格と国際競争力を備えた国立大学法人化を目指し、健康的で統合的、スマートかつグリーンな大学（HITS and Green University）として、スルタン・アグン・ティルタヤサ大学の実現を目指す。」

#### 目標
- 教育の質、妥当性、競争力の向上を通じて、優秀で個性豊かかつ競争力のある卒業生の輩出。
- 現在の動向に対応し、実際のニーズに基づいた革新的な研究および社会奉仕の質と量の向上。
- 健康的で統合的、スマートかつグリーンな大学（HItS and Green University）を実現するため、優れた大学統治の収容力の強化。[6]

## 沿革
創立前
- 1980年 10月1日 - ティルタヤサ教育財団が設立。
- 1981年 10月1日 - セラン法学院(STIH)創立。
- 1982年 10月 - 教員養成・教育大学校(STKIP)創立。クラカタウ・スチール財団は工学院 (STT) も設立し、後にティルタヤサ教育財団に参加。
- 1984年 - 
  - 8月31日 - 農学部 (農業社会経済学科、現在はアグリビジネス学科) の設立[7]
  - 11月28日 - 教育文化省は、前述の大学の合併によりティルタヤサ大学を設立する省令が発布（SK Mendikbud RI Nomor 0596/0/1984）。

国有化前
- 1986年 - 経済学部（経営学科）を設置。 教員養成・教育学部にインドネシア語文学科を設置。[8]
- 1989年
  - 3月 - 教育文化省により、農学部が合法化。
  - 5月 - 教育文化省により、経済学部が合法化。
- 1992年 - 工学部土木工学科は関心の欠如により解散。[9]
- 1994年 - 教員養成・教育学部に幼稚園教育学科(現在は幼児教育学科)を設置。
- 1998年 - 工学部に電気工学科を設置。
- 1999年 10月13日 - 大学の国有化の準備に関する大統領令が発布。
- 2000年 - 農学部にアグロノミー学科 (現在はアグロエコテクノロジー学科) を設置。
- 2001年 3月19日 - ティルタヤサ大学の国有化。「スルタン・アゲン・ティルタヤサ大学」に改称。

国有化後
- 2002年 - 教員養成・教育学部に英語教育学科を設置。
- 2003年 - 社会政治学部を設置。
- 2004年 - 教員養成・教育学部に数学教育学科、生物教育学科を設置。
- 2005年 - 工学部土木工学科が世論の圧力や支援などにより復活。[9]
- 2008年 - 農学部に水産学科を設置。
- 2014年 - 教員養成・教育学部に11学科を設置。
- 2015年 - 経済学部を経済経営学部に改称。経済経営学部にシャリア経済学科を設置。
- 2017年 - 
  - 1月10日 - チワルキャンパスが開校。教員養成・教育学部はチワルキャンパスに移転統合。
  - 9月 - セラン県立看護学院がスルタン・アグン・ティルタヤサ大学に合併、准看護学科となる。当時は医学部がなかったため、教員養成・教育学部に一時的に追加された。[10]
- 2018年 - 農学部にフードテック学科を設置。
- 2019年 4月30日 - 医学部（医学科、スポーツ科学科、栄養学科）を設置。准看護学科は学部に追加。チレゴンキャンパスに配置。
- 2020年 - 工学部に情報学部を設置。 医学部に看護学部を設置。
- 2021年 - 
  - 3月4日 - シンダンサリキャンパスを開校、主要キャンパスとなる。法学部、社会政治学部と農学部はシンダンサリ地区に移転統合。看護学科、准看護学科を以外医学部はパクパタン地区に移転。
  - 6月 - 農学部に海洋学科を設置。
- 2023年
  - 3月 - 工学部に統計学部を設置。
  - 12月 - 医学部を医療保健学部に改組。

## 象徴

### 学章
大学のロゴは、黒い輪郭を持つ金黄色の五角形で構成され、内部にはバンテン大モスクの尖塔、緑色のガジュマルの木、白い羽、水色の線、と黒で「UNIVERSITAS SULTAN AGENG TIRTAYASA」という文字などが描かれている。以下は各要素の意味と象徴。:
- 五角形: パンチャシラを象徴。
- バンテン大モスクの尖塔: 揺るぎない信念と高貴な野心を表す。
- ガジュマルの木: 保護の象徴で、正義を表す。
- 4本の気根: 1945年インドネシア憲法前文の4つの段落を表す。
- 3本の赤い根の枝: インドネシアの大学の三つの使命（インドネシア語： Tridarma Perguruan Tinggi； 教育教職、研究開発、社会貢献）を表す。
- 羽: 羽ペンの象徴で、教育を表す。
- 2本の水色の線: チバンテン川（英語版）とチドゥリアン川（英語版）を象徴し、大学生によって実現される繁栄の希望を表す。

### 学歌
学歌として2つがあり、入学宣誓式や卒業式など大学の公式行事で歌われる。両歌は、創立3周年記念1985年に大学合唱団 (PSM Gita Tirtayasa) に初めて演奏・発表。
- 「UNTIRTA行進曲」（Mars Untirta）。H. Tb. Yayat Suhiyat作曲。
- 「UNTIRTA賛歌」（Himne Untirta）。 Denny Soetrisna Adisendjaja作曲、 Ari Hariadi作詞

### マスコット
マスコットとして、バンテン州の動物で絶滅危惧種の「ジャワサイ」をモチーフにした「クロダス」(Crodas) が、2022年に大学創立記念日を記念したコンテストで選定。

### スクールカラー
スクールカラーは マルーン色、大学のブレザーに使われており、大学のロゴは胸の左側に描かれている。大学の規則に従い、 水色が学旗の地色として使用される。

## 教育および研究

### 学部
法学部
（インドネシア語：Fakultas Hukum、略称：FH）
- 法学科

教員養成・教育学部
（インドネシア語：Fakultas Keguruan dan Ilmu Pendidikan、略称：FKIP）
- 数学教育学科
- 生物教育学科
- ノンフォーマル教育学科
- インドネシア語・文学教育学科
- 英語教育学科
- 幼児教育学科
- 初等教育教員養成学科
- 指導カウンセリング学科
- 特別支援教育学科
- 物理教育学科
- 化学教育学科
- 自然科学教育学科
- 職業電気工学教育学科
- 職業機械工学教育学科
- 公民・パンチャシラ教育学科
- 社会学教育学科
- 歴史教育学科
- 舞台芸術学科

工学部
（インドネシア語：Fakultas Teknik、略称：FT）
- 機械工学科
- 電気工学科
- 経営工学科
- 冶金工学科
- 化学工学科
- 土木工学科
- 情報工学科
- 統計学科

農学部
（インドネシア語：Fakultas Pertanian、略称：Faperta）
- アグリビジネス学科
- アグロエコテクノロジー学科
- 水産学科
- フードテック学科
- 海洋科学科

経済経営学部
（インドネシア語：Fakultas Ekonomi dan Bisnis、略称：FEB）
- 会計学科
- 経営学科
- 開発経済学科
- シャリア経済学科

社会政治学部
（インドネシア語：Fakultas Ilmu Sosial dan Ilmu Politik、略称：FISIP）
- コミュニケーション学科
- 行政科学科
- 政府科学科

医療保健学部
（インドネシア語：Fakultas Kedokteran dan Ilmu Kesehatan、略称：FKIK）
- 医学科
- 看護学科
- 栄養学科
- スポーツ科学科

### ディプロマIII（3年制準学士課程）[注 1]
経済経営学部
- 会計学準学科
- 課税学準学科
- 金融・銀行学準学科
- 経営学準学科

### 大学院

#### 博士期課程
- 教育専攻
- 会計学専攻
- 農学専攻

#### 修士期課程
- インドネシア語教育専攻
- 教育工学専攻
- 法律専攻
- 行政学専攻
- 会計学専攻
- 英語教育専攻
- 数学教育専攻
- 農学専攻
- コミュニケーション専攻
- 化学工学専攻
- 産業工学および経営学専攻
- 職業工学教育
- 環境学専攻

## キャンパス

### パクパタンキャンパス

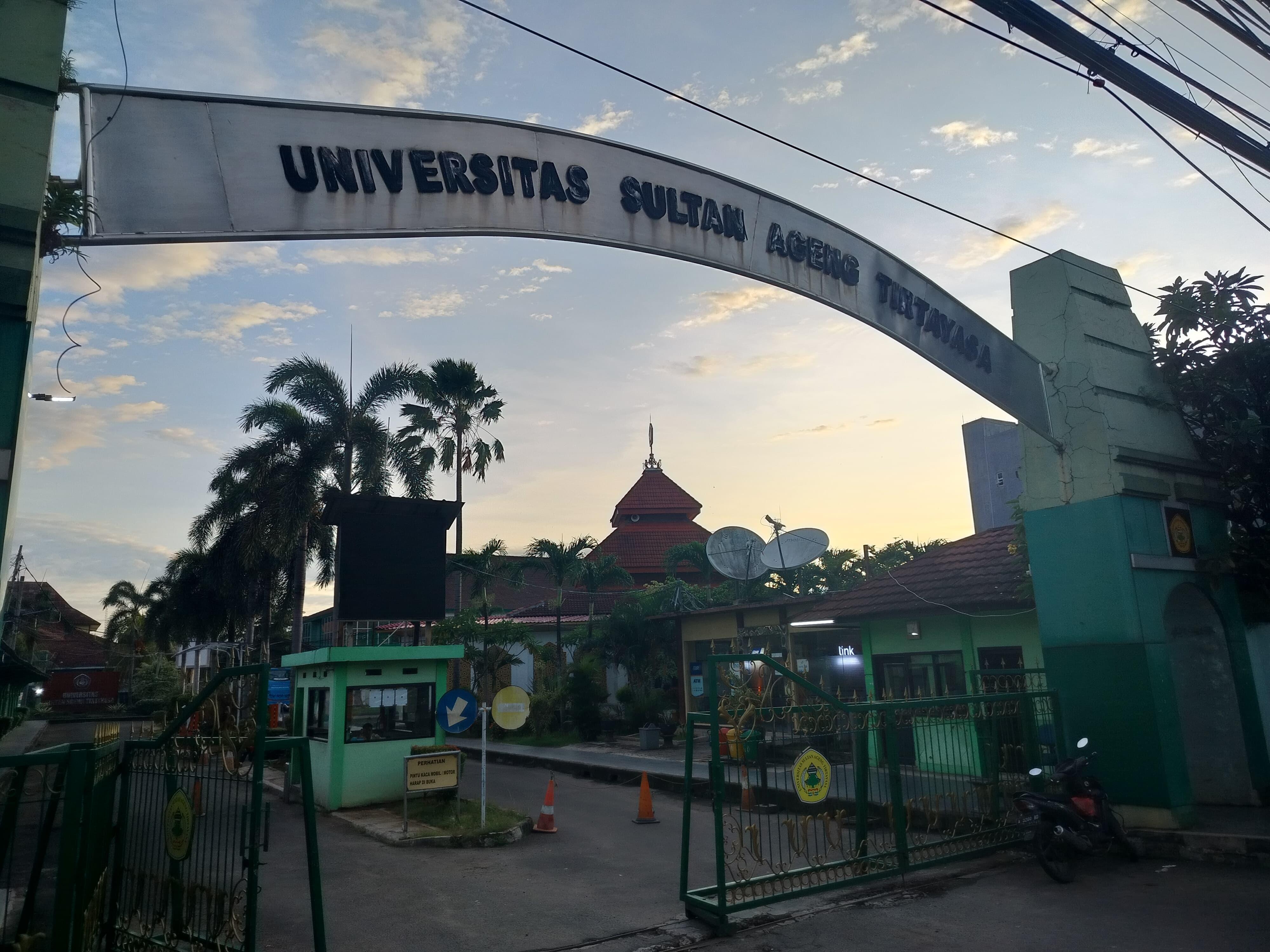
パクパタンキャンパス正門

公用語表記「Kampus Pakupatan」、別名「キャンパスA」。大学の最古のキャンパスの1つであり、2021年以前は主要キャンパス。附属幼稚園・小学校・中学校と隣接しており、付近にはパクパタンバスターミナルがある。
- 所在地：バンテン州セラン市チポチョク・ジャヤ郡パナンチャンガン区Jalan Raya Jakarta大通りKM 4.
- パクパッタンバスターミナルまで徒歩4分
- 東セラン料金所まで（インドネシア国道1号線（英語版）と合流）車で約5分。
- 使用学部：医療保健学部（看護学科除く）、農学部海洋科学科、短期大学、大学院

### チレゴンキャンパス

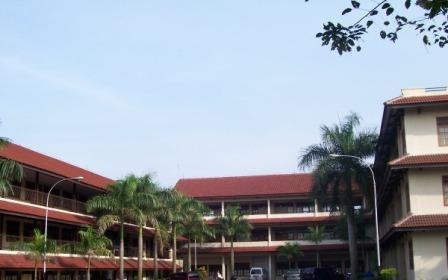
チレゴンキャンパス工学部講義棟

公用語表記「Kampus Cilegon」、別名「キャンパスB」。このキャンパスは、クラカタウ・スチール財団の工学大学校（インドネシア語：Sekolah Tinggi Teknik）を起源とし、1984年に合併してティルタヤサ大学の一部となった。
- 所在地：, バンテン州チレゴン市Jenderal Sudirman通りKM 3
- メラク線チレゴン駅まで4.6km（車で約10分）
- 使用学部：工学部

### チワルキャンパス
公用語表記「Kampus Ciwaru」、別名「キャンパスC」。2017年1月10日開校。
- 所在地：バンテン州セラン市セラン郡チパレ区Jalan Raya Ciwaru大通り25番地
- メラク線セラン駅まで車で約7分
- 使用学部：教員養成・教育学部

### クパンデアンキャンパス
公用語表記「Kampus Kepandean」、別名「キャンパスD」。2017年9月に大学に合併された旧セラン県立看護学院（インドネシア語：Akademi Keperawatan Kabupaten Serang）の建物で構成されている。
- 所在地：バンテン州セラン市セラン郡ロンタルバル区Letnan Jidun通り2番地
- メラク線セラン駅まで車で約7分
- 使用学部：医療保健学部看護学科

### シンダンサリキャンパス
公用語表記「Kampus Sindangsari」、別名「キャンパスE」。大学の最新のキャンパスであり、2021年から主要キャンパスにもなっている。2018年6月に着工し、2021年3月に完工、当時のインドネシア大統領ジョコ・ウィドドによって開校された。セラン県の田舎に位置し、当キャンパスの後ろには風光明媚な自然が広がり、カラン山の景色を望める。建設は、イスラム開発銀行からの資金の援助を賜る。
- 所在地：バンテン州セラン県パブアラン郡シンダンサリ村Jalan Raya Palka大通りKM 3
- 使用学部：法学部、経済経営学部、社会政治学部、農学部

## 学生生活

### 学生自治会
大学全体の組織
- MPM-KBM（Majelis Permusyawaratan Mahasiswa-Keluarga Besar Mahasiswa）/ 全学学生協議会
- BEM-KBM （Badan Eksekutif Mahasiswa-Keluarga Besar Mahasiswa）/ 全学学生評議会
- DPM-KBM （Dewan Perwakilan Mahasiswa-Keluarga Besar Mahasiswa）/ 全学学生代表議会

学部単位の組織
- BEM-F （Badan Eksekutif Mahasiswa Fakultas）/ 学部学生評議会
- DPM-F（Dewan Perwakilan Mahasiswa-Fakultas）/ 学部学生代表議会

学科単位の組織
- Himpunan Mahasiswa Jurusan / 学科学生協会

### 学生活動ユニット
学生活動ユニット (インドネシア語：Unit Kegiatan Mahasiswa、略称 UKM) は、部活動の概念に似た学生のための課外フォーラム。全学・学部・学科ごとに存在し、大学内の他の学生自治会組織と協力関係にある。自治権を有しており、学生自治会の下位組織ではない。以下はの全学規模の学生活動ユニットの一覧（2024年現在）。
- AKMI（Aktivitas Keagamaan Mahasiswa Islam）/ イスラム教学生宗教活動会
- EDC （English Debate Club） / 英語ディベート部
- IKABE（Ikatan Bela Diri）/ 武術協会
- Jurnalistik / ジャーナリズム部
- Kewirausahaan / 起業活動部
- KLASIK（Keluarga Seni Musik Kampus）/ キャンパス音楽家族団
- KOKESMA（Koperasi Kesejahteraan Mahasiswa）/ 学生福祉協同組合
- KSR-PMI （Korps Sukarela-Palang Merah Indonesia）/ インドネシア赤十字ボランティア隊
- MAPALAUT（Mahasiswa Penjelajah Alam Untirta）/ UNTIRTA学生自然探検部
- Olahraga / 体育部
- PANDAWA / バンテン・スンダ文化探究クラブ
- Pramuka / スカウト部
- PSM Gita Tirtayasa / ギタ・ティルタヤサ学生合唱団
- PSQ (Pengembangan Seni Al-Qur'an) / コーラン芸術開発部
- Resimen Mahasiswa / 学生連隊
- Teater Kafe Ide / 劇団カフェ・イデ（演劇サークル）
- TRAS （Tirtayasa Research and Academic Society）/ ティルタヤサ研究・学術会

## 大学関係者と組織

### 同窓会
Ikatan Keluarga Alumni Untirta（UNTIRTA大学同窓会、略称：IKA Untirta）は全学的な同窓会組織として設立した。
また学部・学科・研究科ごとに同窓会がある。

## 対外関係
- 日本

東北大学大学院工学研究科・工学部

## 公式サイト
- 公式サイト （インドネシア語）